# Almena (Wisconsin)
Almena – miasto w Stanach Zjednoczonych, w stanie Wisconsin, w hrabstwie Barron.